# Facundo Cabral
Facundo Cabral (La Plata, 22 mei 1937 – Guatemala-Stad, 9 juli 2011) was een Argentijns singer-songwriter. Na de Falklandoorlog behaalde hij voornamelijk succes in Latijns-Amerika.
In zijn teksten vroeg Cabral telkens opnieuw om vrede. In 1996 leverde dit hem de titel "Bode van de Vrede" op, uitgereikt door UNESCO.
Op 74-jarige leeftijd werd Cabral neergeschoten tijdens een tournee in Guatemala-Stad, op weg naar de internationale luchthaven La Aurora.
- Biblioteca Nacional de España: XX844714
- Bibliothèque nationale de France: cb14753919k (data)
- Gemeinsame Normdatei: 1056467827
- International Standard Name Identifier: 0000 0001 2128 6077
- Library of Congress Control Number: n86047915
- MusicBrainz: d78185b7-a45e-4df5-ade0-9bae97f90d7e
- Istituto Centrale per il Catalogo Unico: DDSV190201
- Virtual International Authority File: 38392611
- WorldCat: E39PBJwMG7WhMky6GMm7hmCWjC